# ADI Design Museum
L'ADI Design Museum è un museo di Milano che ospita la  collezione storica del Premio Compasso d'oro.

## Storia
Nel 2011 ADI ha siglato una convenzione con il Comune di Milano per la creazione di una "Esposizione permanente della collezione Compasso d'Oro ADI".
Un concorso anonimo in due fasi è stato lanciato nell'ottobre 2013 per individuare il progettista del futuro allestimento dell'esposizione.
La nuova sede ADI è stata ricavata all'interno del progetto di riqualificazione delle aree ex Enel di Porta Volta.
Nel gennaio del 2019 è stato presentato il progetto del ADI Design Museum Compasso d’Oro a cura dello Studio Migliore + Servetto Architects, con Italo Lupi che ha seguito l'allestimento della collezione storica.
Il museo ha aperto ufficialmente al pubblico il 26 maggio 2021.